# Крутовский сельсовет (Астраханская область)
Крутовский сельсовет — сельское поселение в Володарском районе Астраханской области Российской Федерации.
Административный центр — село Крутое.

## История
Статус и границы сельского поселения установлены Законом Астраханской области от 6 августа 2004 года № 43/2004-ОЗ «Об установлении границ муниципальных образований и наделении их статусом сельского, городского поселения, городского округа, муниципального района».

## Население
| 2010 | 2012 | 2013 | 2014 | 2015 | 2016 | 2017 |
| ---- | ---- | ---- | ---- | ---- | ---- | ---- |
| 754  | ↗761 | ↗770 | ↘769 | ↗771 | ↘760 | ↗761 |
| 2018 | 2019 | 2020 | 2021 |      |      |      |
| →761 | →761 | ↘745 | ↘618 |      |      |      |

## Состав сельского поселения
| № | Населённый пункт | Тип населённого пункта       | Население |
| - | ---------------- | ---------------------------- | --------- |
| 1 | Крутое           | село, административный центр | ↘618      |